# Волновая теория света
Волнова́я тео́рия све́та — одна из теорий, объясняющих природу света. Основное положение теории заключается в том, что свет имеет волновую природу, то есть ведёт себя как электромагнитная волна, от длины которой зависит цвет видимого нами света. 
Теория подтверждается многими опытами (в частности, опытом Т. Юнга), и данное поведение света (в виде электромагнитной волны) наблюдается в таких физических явлениях, как дисперсия, дифракция и интерференция света. Однако многие другие физические явления, связанные со светом, одной волновой теорией объяснить нельзя.
Теория берёт своё начало от Гюйгенса. Она рассматривает свет как совокупность поперечных монохроматических электромагнитных волн, а наблюдаемые оптические эффекты — как результат интерференции этих волн. При этом считается, что в отсутствие перехода энергии излучения в другие виды энергии эти волны не влияют друг на друга в том смысле, что, вызвав в некоторой области пространства интерференционные явления, волна продолжает распространяться дальше без изменения своих характеристик. Волновая теория электромагнитного излучения нашла своё теоретическое описание в работах Максвелла в форме уравнений Максвелла. Использование представления о свете как волне позволяет объяснить явления, связанные с интерференцией и дифракцией, в том числе структуру светового поля (построение изображений и голографию).